# Fernando Rufino
Fernando Rufino de Paulo (født 22. maj 1985) er en brasiliansk paraatlet, som konkurrerer i kanosejlads.
Han repræsenterede i 2021 Brasilien ved sommer-PL 2020 i Tokyo.

## Biografi og olympisk guldmedalje
Fernando har altid ønsket at rejse verden rundt og ønsket at engagere sig i en sport, der ville hjælpe ham med at realisere denne drøm. I 2012 blev han derfor interesseret i paracanoeing og opnåede snart gode præstationer i verdensmesterskaber.
Rufino repræsenterede Brasilien i Sommer-PL 2020 ved VL2 mænds event og vandt guldmedaljen.